# Greatest Hits (Bon Jovi)
Greatest Hits är Bon Jovis andra samlingsalbum, utgivet 2010. Albumet innehåller även de nya låtarna No Apologies och What do You Got?

## Låtlista

### Amerikanska utgåvan
CD 1 
1. Livin' on a Prayer (från albumet Slippery When Wet) (Jon Bon Jovi, Richie Sambora, Desmond Child) - 4:13
2. You Give Love a Bad Name (från albumet Slippery When Wet) (Bon Jovi, Sambora, Child) - 3:46
3. It's My Life (från albumet Crush) (Bon Jovi, Sambora, Max Martin) - 3:46
4. Have a Nice Day (från albumet Have a Nice Day) (Bon Jovi, Sambora, John Shanks) - 3:48
5. Wanted Dead or Alive (från albumet Slippery When Wet) (Bon Jovi, Sambora) - 5:11
6. Bad Medicine (från albumet New Jersey) (Bon Jovi, Sambora, Child) - 5:16
7. We Weren't Born to Follow (från albumet The Circle) (Bon Jovi, Sambora) - 4:03
8. I'll Be There For You (från albumet New Jersey) (Bon Jovi, Sambora) - 5:46
9. Born to Be My Baby (från albumet New Jersey) (Bon Jovi, Sambora, Child) - 4:40
10. Blaze of Glory (från albumet Blaze of Glory) (Bon Jovi) - 5:40
11. Who Says You Can't Go Home, country versionen med Jennifer Nettles (från albumet Have a Nice Day) (Bon Jovi, Sambora) - 3:50
12. Lay Your Hands On Me, radio edit (från albumet New Jersey) (Bon Jovi, Sambora) - 3:49
13. Always (från albumet Cross Road) (Bon Jovi) - 5:56
14. Runaway (från albumet Bon Jovi) (Bon Jovi, George Karak) - 3:53
15. What Do You Got? (Ny låt) (Bon Jovi, Sambora, Brett James) - 3:47
16. No Apologies (Ny låt) (Bon Jovi, Sambora) - 3:44
17. Diamond Ring (Bonuslåt på Target edition, live från New Meadowlands Stadium Maj 2010) (från albumet These Days) (Bon Jovi, Sambora) - 3:42
18. We Weren't Born to Follow (Bonuslåt på Target edition, live från New Meadowlands Stadium Maj 2010) (från albumet The Circle) (Bon Jovi, Sambora) - 3:52

 CD 2 Endast på Ultimate Collection 
1. In These Arms (från albumet Keep The Faith) (Bon Jovi, Sambora, David Bryan) - 5:19
2. Someday I'll Be Saturday Night (från albumet Cross Road) (Bon Jovi, Sambora, Child) - 4:39
3. Lost Highway (från albumet Lost Highway) (Bon Jovi, Sambora, Shanks) - 4:04
4. Keep The Faith (från albumet Keep The Faith) (Bon Jovi, Sambora, Child) - 5:46
5. When We Were Beautiful (från albumet The Circle) (Bon Jovi, Sambora, Billy Falcon) - 4:10
6. Bed of Roses (från albumet Keep The Faith) (Bon Jovi) - 6:38
7. This Ain't a Love Song (från albumet These Days) (Bon Jovi, Sambora, Child) - 5:06
8. These Days (från albumet These Days) (Bon Jovi, Sambora) - 6:27
9. (You Want To) Make A Memory (från albumet Lost Highway) (Bon Jovi, Sambora, Child) - 4.36
10. Blood on Blood (från albumet New Jersey) (Bon Jovi, Sambora, Child) - 6:16
11. This Is Love, This Is Life (Ny sång) (Bon Jovi, Sambora, Shanks) - 3.25
12. The More Things Change (Ny sång) (Bon Jovi, Sambora) - 3:53

### Internationella utgåvan
CD 1 
1. Livin' on a Prayer (från albumet Slippery When Wet) (Bon Jovi, Sambora, Child) - 4:13
2. You Give Love a Bad Name (från albumet Slippery When Wet) (Bon Jovi, Sambora, Child) - 3:46
3. It's My Life (från albumet Crush) (Bon Jovi, Sambora, Max Martin) - 3:44
4. Have a Nice Day (från albumet Have a Nice Day) (Bon Jovi, Sambora, Shanks) - 3:48
5. Wanted Dead or Alive (från albumet Slippery When Wet) (Bon Jovi, Sambora) - 5:11
6. Bad Medicine (från albumet New Jersey) (Bon Jovi, Sambora, Child) - 5:16
7. We Weren't Born to Follow (från albumet The Circle) (Bon Jovi, Sambora) - 4:03
8. I'll Be There For You (från albumet New Jersey) (Bon Jovi, Sambora) - 5:46
9. Born to Be My Baby (från albumet New Jersey) (Bon Jovi, Sambora, Child) - 4:40
10. Bed of Roses (från albumet Keep The Faith) (Bon Jovi) - 6:38
11. Who Says You Can't Go Home, rock versionen (från albumet Have a Nice Day) (Bon Jovi, Sambora) - 4:41
12. Lay Your Hands On Me, radio edit (från albumet New Jersey) (Bon Jovi, Sambora) - 3:49
13. Always (från albumet Cross Road) (Bon Jovi) - 5:56
14. In These Arms (från albumet Keep The Faith) (Bon Jovi, Sambora, David Bryan) - 5:19
15. What Do You Got? (Ny låt) (Bon Jovi, Sambora, Brett James) - 3:47
16. No Apologies (Ny låt) (Bon Jovi, Sambora) - 3:44
17. Tokyo Road, Bonuslåt på Japanska utgåvan (från albumet 7800° Fahrenheit) (Bon Jovi, Sambora) - 5:42

 CD 2 Endast på Ultimate Collection 
1. Runaway (från albumet Bon Jovi) (Bon Jovi, George Karak) - 3:53
2. Someday I'll Be Saturday Night (från albumet Cross Road) (Bon Jovi, Sambora, Child) - 4:39
3. Lost Highway (från albumet Lost Highway) (Bon Jovi, Sambora, Shanks) - 4:04
4. I'll Sleep When I'm Dead (från albumet Keep The Faith) (Bon Jovi, Sambora, Child) - 4:41
5. In And Out of Love (från albumet 7800° Fahrenheit) (Bon Jovi) - 4:26
6. Keep The Faith (från albumet Keep The Faith) (Bon Jovi, Sambora, Child) - 5:46
7. When We Were Beautiful (från albumet The Circle) (Bon Jovi, Sambora, Billy Falcon) - 4:10
8. Blaze of Glory (från albumet Blaze of Glory) (Bon Jovi) - 5:40
9. This Ain't a Love Song (från albumet These Days) (Bon Jovi, Sambora, Child) - 5:06
10. These Days (från albumet These Days) (Bon Jovi, Sambora) - 6:27
11. (You Want To) Make A Memory (från albumet Lost Highway) (Bon Jovi, Sambora, Child) - 4.36
12. Blood on Blood (från albumet New Jersey) (Bon Jovi, Sambora, Child) - 6:16
13. This Is Love, This Is Life (Ny sång) (Bon Jovi, Sambora, Shanks) - 3.25
14. The More Things Change (Ny sång) (Bon Jovi, Sambora) - 3:53